# Парк Кирова (Стерлитамак)
Парк имени С. М. Кирова (баш. С. М. Киров исемендәге паркы) — парк, расположенный в исторической части города Стерлитамака. Ограничен улицами К. Маркса (с востока), Сакко и Ванцетти (с юга), Садовой (с севера) и Мира (с запада). В парке расположен монумент лицам, пострадавшим при испытании атомного оружия в Семипалатинске и при ликвидации последствий аварии на Чернобыльской АЭС.
Парк был разбит на месте собора Казанской иконы Божией Матери, снесённого в 1937 году. В настоящее время территория парка закрыта на реконструкцию, работы планируется завершить в 2025 году.